# 1410년

## 연호
- 명(明) 영락(永樂) 8년
- 일본(日本) 오에이(応永) 17년
- 후 쩐 왕조(後陳朝) 쭝꽝(重光) 2년

## 기년
- 명(明) 성조 영락제(成祖 永樂帝) 8년
- 조선(朝鮮) 태종(太宗) 10년
- 후 쩐 왕조(後陳朝) 중광제(重光帝) 2년

## 사건
- 7월 15일, 그룬발드 전투

## 탄생
- 음력 2월 22일 - 조선의 강맹경(姜孟卿)
- 음력 12월 18일 - 조선의 이함장(李諴長)
- 월일 미상 - 조선의 송처관(宋處寬)

## 사망
- 음력 2월 4일 - 조선의 경원등처병마사(慶源等處兵馬使) 한흥보(韓興寶)
- 음력 2월 29일 - 조선의 풍해도도절제사(豐海道都節制使) 김계지(金繼志)
- 음력 3월 30일 - 조선의 검교참찬의정부사(檢校參贊議政府事) 조호(趙瑚)
- 음력 5월 25일 - 조선의 판한성부사(判漢城府事) 박가실(朴可實)
- 음력 9월 9일 - 조선의 안평부원군(安平府院君) 이서(李舒)
- 음력 9월 15일 - 조선의 지의흥삼군부사(知義興三軍府事) 정남진(鄭南晉)
- 음력 12월 1일 - 조선의 동원군(東原君) 함부림(咸傅霖)
- 음력 12월 7일 - 조선의 검교의정부찬성사(檢校議政府贊成事) 안익(安翊)